# Волков, Александр Александрович (космонавт)
Алекса́ндр Алекса́ндрович Во́лков (род. 27 мая 1948, Горловка, Сталинская область, Украинская ССР, СССР) — советский лётчик-космонавт. Герой Советского Союза.

## Биография
Родился 27 мая 1948 в городе Горловка Сталинской области. Член КПСС с 1972 года.
В 1970 году окончил Харьковское высшее военное авиационное училище лётчиков имени дважды Героя Советского Союза С. И. Грицевца.
Служил в Военно-воздушных силах лётчиком-инструктором. Имеет квалификации «Военный лётчик 1-го класса» и «Лётчик-испытатель 2-го класса». Квалификация «Космонавт 3 класса».
В отряде советских космонавтов с 1976 года (6-й набор космонавтов ЦПК ВВС).

## Космические полёты

### Первый полёт
17 сентября — 21 ноября 1985 года А. А. Волков совместно с В. В. Васютиным и Г. М. Гречко совершил в качестве космонавта-исследователя на КК «Союз Т-14» и орбитальной научной станции «Салют-7» полёт, продолжительностью 64 суток 21 час 52 мин.
Была осуществлена стыковка корабля с орбитальным научно-исследовательским комплексом «Салют-7» — «Союз Т-13», на котором работал экипаж основной экспедиции (В. А. Джанибеков и В. П. Савиных).

### Второй полёт
26 ноября 1988 — 27 апреля 1989 года А. А. Волков совместно с С. К. Крикалёвым и Жан-Лу Кретьеном совершил в качестве командира КК «Союз ТМ-7» и орбитальной научной станции «Мир» продолжительностью 151 сутки 11 часов 10 минут.
Была осуществлена стыковка корабля с орбитальным научно-исследовательским комплексом «Мир» — «Союз ТМ-6», на котором работал экипаж основной экспедиции (В. Г. Титов, М. Х. Манаров и В. В. Поляков). А. А. Волков совместно с французским космонавтом Ж-Л. Кретьеном осуществил выход в открытый космос. Продолжительность выхода в космос составила 5 часов 57 минут.

### Третий полёт
3 октября 1991 — 25 марта 1992 года А. А. Волков совместно с Т. О. Аубакировым и Ф. Фибёком совершил в качестве командира КК «Союз ТМ-13» и орбитальной научной станции «Мир» продолжительностью 175 суток 2 часа 53 минуты.]
Была осуществлена стыковка корабля с орбитальным научно-исследовательским комплексом «Мир» — «Союз ТМ-12», на котором работал экипаж основной экспедиции (А. П. Арцебарский и С. К. Крикалёв).
А. А. Волков совместно с С. К. Крикалёвым осуществил выход в открытый космос. Продолжительность выхода в космос составила 4 часа 12 минут.
Статистика
| # | Стартовый корабль | Старт, UTC        | Экспедиция             | Корабль посадки | Посадка, UTC      | Налёт                        | Выходы в открытый космос | Время в открытом космосе |
| - | ----------------- | ----------------- | ---------------------- | --------------- | ----------------- | ---------------------------- | ------------------------ | ------------------------ |
| 1 | Союз Т-14         | 17.09.1985, 12:38 | Союз Т-14, Салют-7 (5) | Союз Т-14       | 21.11.1985, 10:31 | 64 суток 21 час 52 минуты    | 0                        | 0                        |
| 2 | Союз ТМ-7         | 26.11.1988, 15:49 | Союз ТМ-7, Мир-4       | Союз ТМ-7       | 27.04.1989, 02:57 | 151 сутки 11 часов 08 минуты | 1                        | 05 часов 57 минут        |
| 3 | Союз ТМ-13        | 02.10.1991, 05:59 | Союз ТМ-13, Мир-10     | Союз ТМ-13      | 25.03.1992, 08:51 | 175 суток 02 часа 51 минута  | 1                        | 04 часа 12 минут         |
|   |                   |                   |                        |                 |                   | 391 сутки 11 часов 51 минута | 2                        | 10 часов 9 минут         |

## Воинские звания
- Лейтенант (11.06.1970).
- Старший лейтенант (29.09.1972).
- Капитан (5.11.1974).
- Майор (28.11.1977).
- Подполковник (23.12.1980).
- Полковник (29.11.1986).

## Награды
- Герой Советского Союза (20 декабря 1985 года)
- Орден Ленина (20 декабря 1985 года)
- Орден Октябрьской Революции (1989 года)
- Орден Дружбы народов (25 марта 1992 года) — за успешное осуществление космического полёта на орбитальной станции «Мир» и проявленные при этом мужество и героизм[2]
- Медаль ордена «За заслуги перед Отечеством» II степени (9 апреля 1996 года) — за заслуги перед государством, большой вклад в подготовку и завершение первого этапа российско-американского сотрудничества в области пилотируемых космических полётов по программе «Мир-Шаттл»[3]
- Медаль «За заслуги в освоении космоса» (12 апреля 2011 года) — за большие заслуги в области исследования, освоения и использования космического пространства, многолетнюю добросовестную работу, активную общественную деятельность[4]
- Медаль Алексея Леонова (Кемеровская область, 2015) — за два совершённых выхода в открытый космос[5]
- Восемь юбилейных медалей
- Командор ордена Почётного легиона (Франция, 1989 год)
- Орден «За заслуги» III ст. (Украина, 12 апреля 2011 года) — за значительный личный вклад в развитие ракетно-космической отрасли, достижения в создании и внедрении космических систем и технологий, высокое профессиональное мастерство[6]
- Орден Орла 2-й степени (Ассоциация промышленников России, 2 мая 1992 года)

## Признание заслуг
- Бульвар Космонавтов Волковых в родном городе космонавта — г. Горловка, Донецкая область, Украина (также в честь его сына, Волкова Сергея Александровича).

Прим.: В Москве, Днепре, Горловке и Николаеве существуют улицы Космонавта Волкова, в Луганске — Квартал им. Волкова, но назван он в честь космонавта-однофамильца — Волкова Владислава Николаевича.

## Семья
Отец — Александр Тимофеевич Волков (1918), шофёр. Мать — Надежда Ивановна Волкова (Зыбина) (1922), бухгалтер.
Брат (от первого брака матери) — Геннадий Александрович Романенко (1944), буровой мастер.
Жена — Анна Николаевна Волкова (Волик) (30 октября 1950), библиотекарь в Доме космонавтов Звёздного городка. Сыновья — Сергей (1 апреля 1973), герой России, лётчик-космонавт-испытатель России, совершил три полёта в космос, Дмитрий (15 апреля 1979).